# Brynsvartlöpare
Brynsvartlöpare (Pterostichus niger) är en skalbaggsart som först beskrevs av Johann Gottlieb Schaller 1783. Den ingår i släktet Pterostichus och familjen jordlöpare. Arten är reproducerande i Sverige och Finland.

## Beskrivning
Brynsvartlöparen är en stor, förhållandevis platt, mattsvart skalbagge med tydliga ribbor på täckvingarna. Kroppslängden är mellan 15 och 20 mm.

## Utbredning
Arten finns i hela Europa utom på Island och längst i söder (Iberiska halvön, södra Italien, större delen av Grekland) samt vidare österut fläckvis till Sibirien. Några fynd har även gjorts i västra Nordamerika.
I Sverige förekommer den i stora delar av landet, med undantag av norra Norrlands inland. I Finland förekommer den i de södra delarna av landet ungefär upp till landskapet Norra Savolax, samt längs sydkusten (inklusive Åland) ända upp till Torneå i sydvästra Lappland. I båda länderna är den vanlig och klassificerad som livskraftig ("LC").

## Ekologi
Arten är en rovinsekt som framför allt förekommer i skogar, men kan också påträffas i öppnare habitat, som gräsmarker, trädgårdar och jordbruksmark.
Arten är nattaktiv, och gömmer sig under dagen på fuktiga ställen, som under stenar, nerfallna kvistar eller under bark. Fortplantningen sker på hösten, och larverna övervintrar. Det förekommer att vuxna individer också övervintrar, gärna tillsammans i mossa eller under bark.